# Asclepíades (poeta líric)
Asclepíades (en llatí Asclepiades, en grec antic Ἀσκληπιάδης) fou un poeta líric que va escriure uns versos característics que s'assemblen als coriàmbics i que eren coneguts per versos asclepíadics, però no se sap si els va inventar o es van dir així perquè els usava freqüentment. Va viure una mica després de temps d'Alceu i Safo.